# Lucie Anastassiou
Lucie Anastassiou, född 10 januari 1993, är en fransk sportskytt.

## Karriär
I september 2011 vid junior-VM i lerduveskytte tog Anastassiou silver i skeet. I juni 2015 vid europeiska spelen i Baku tog hon brons tillsammans med Anthony Terras i den mixade lagtävlingen i skeet. I juli 2016 tog Anastassiou och Terras silver tillsammans i den mixade lagtävlingen i skeet vid lerduve-EM i Lonato del Garda.
I juli och augusti 2017 vid EM i Baku tog Anastassiou både individuellt guld i skeet samt guld tillsammans med Anthony Terras i den mixade lagtävlingen i skeet. I augusti 2018 vid lerduve-EM i Leobersdorf tog hon silver i skeet bakom slovakiska Danka Barteková samt tog återigen guld tillsammans med Anthony Terras i den mixade lagtävlingen i skeet.
I juni 2019 vid europeiska spelen i Minsk tog Anastassiou silver i skeet efter att förlorat en shoot-off mot italienska Diana Bacosi. I september 2019 vid lerduve-EM i Lonato del Garda tog hon tillsammans med Anthony Terras silver i den mixade lagtävlingen i skeet. I juli 2021 vid OS i Tokyo slutade Anastassiou på nionde plats i skeet.